# Îlet à Bourse
 (juillet 2025).
Si vous disposez d'ouvrages ou d'articles de référence ou si vous connaissez des sites web de qualité traitant du thème abordé ici, merci de compléter l'article en donnant les références utiles à sa vérifiabilité et en les liant à la section « Notes et références ».
Îlet à Bourse est un petit village des Hauts de l'île de La Réunion, un département d'outre-mer français du sud-ouest de l'océan Indien. Situé sur le territoire communal de La Possession, il constitue l'un des îlets du cirque naturel de Mafate, au centre de celui-ci. Inaccessible par la route, il peut être atteint à pied via un sentier de grande randonnée appelé GR R2 courant entre Cayenne à l'ouest et Îlet à Malheur au nord. On y trouve le gîte d'Îlet à Bourse, un refuge de montagne.